# Stagonopleura guttata
Il diamante guttato (Stagonopleura guttata Shaw, 1796) è un uccello passeriforme della famiglia degli Estrildidi.

## Distribuzione ehabitat

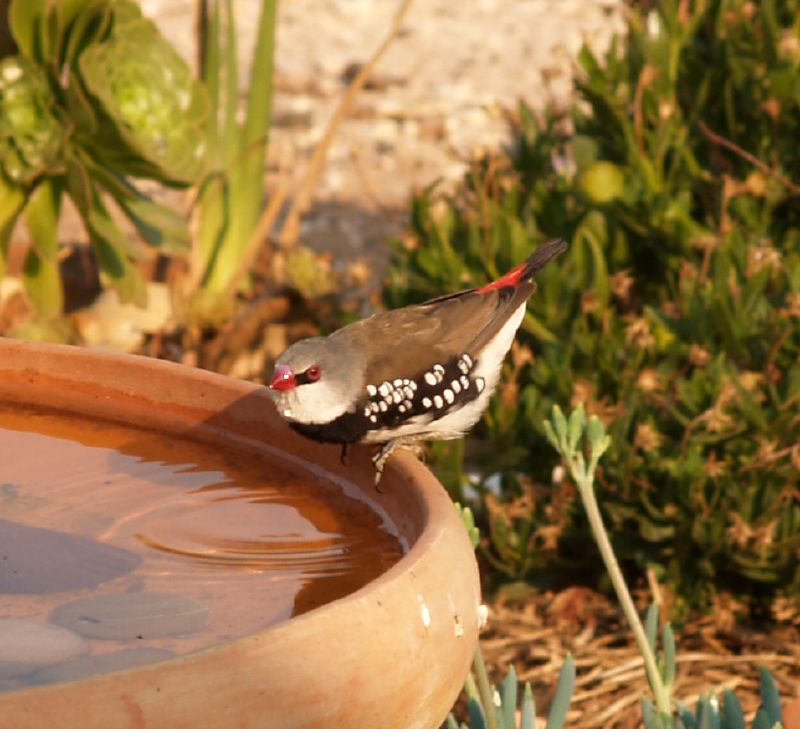
Un diamante guttato si abbevera in un giardino a Wedderburn, nel Victoria.

Il diamante guttato è endemico della fascia costiera dell'Australia sud-orientale, nella quale questo uccello abita l'area compresa fra la penisola di Eyre ed il Queensland sud-orientale e delimitata a nord-ovest dalla Grande Catena Divisoria.
L'habitat di questa specie è rappresentato dalle aree di boscaglia di eucalipto con presenza di spiazzi erbosi più o meno estesi e di abbondante sottobosco cespuglioso: la specie si dimostra tuttavia poco timorosa dell'uomo, e colonizza senza problemi anche le aree coltivate, rurali e perfino i parchi e giardini delle aree periferiche delle città, beneficiando anzi in questi casi della presenza costante di fonti d'acqua dolce.

## Descrizione

### Dimensioni

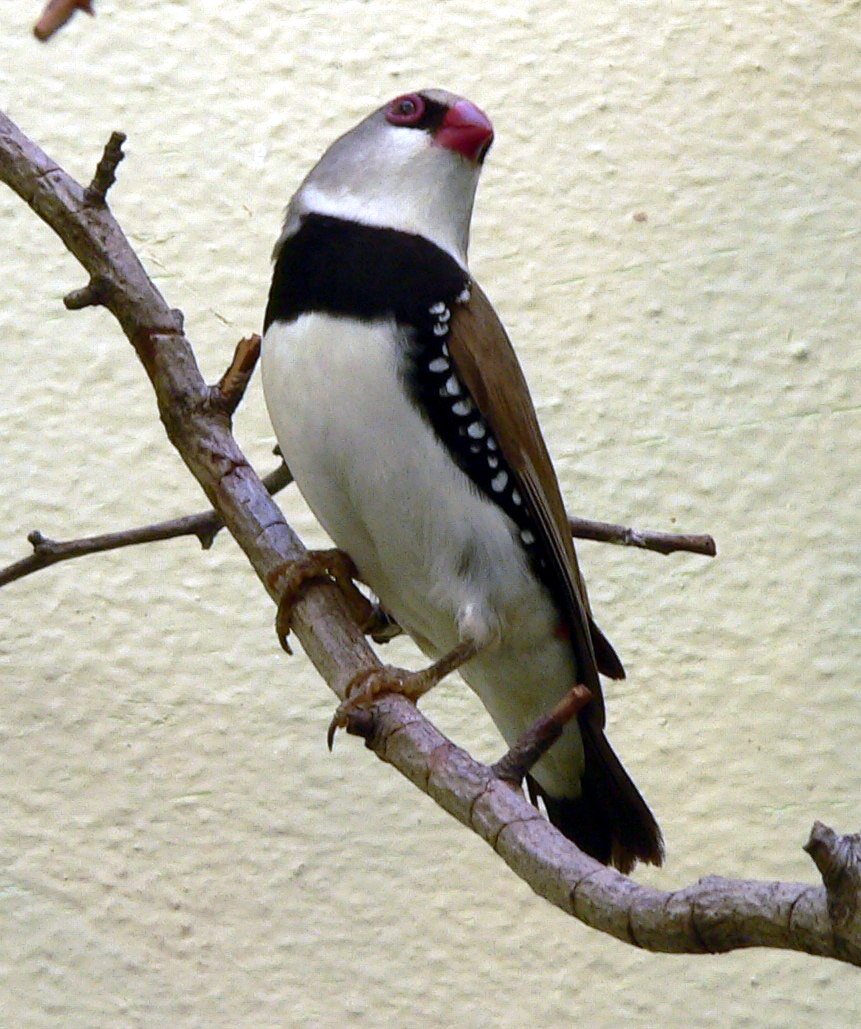
Un diamante guttato in voliera.

Misura fino a 12 cm di lunghezza, coda compresa.

### Aspetto
Si tratta di un uccello dall'aspetto massiccio, munito di un forte becco conico e di una grossa testa.

Il piumaggio è di colore grigio topo su fronte, vertice, nuca e dorso, mentre sulle ali sfuma in una colorazione bruno-grigiastra, con tendenza a scurirsi sui bordi: la gola, il ventre ed il sottocoda sono bianchi, mentre il petto è nero e tale colorazione si prolunga lateralmente sui fianchi, che sono picchiettati di bianco. Nere sono anche la coda ed una banda che va dalla base del becco all'occhio, formando una sorta di mascherina: il sopracoda è invece di colore rosso carminio. Il becco è rosso corallo, gli occhi sono di colore bruno scuro con cerchio perioculare ben evidente e di colore rosa carico, le zampe sono di colore carnicino.
In cattività sono state inoltre selezionate alcune mutazioni di colore di questo uccello:
- Bruno, in cui la colorazione nera non viene espressa, sicché la colorazione di petto e fianchi diviene grigio-nerastra ed il dorso diviene bruno-grigiastro chiaro, mentre il rosso mantiene la sua tonalità;
- Giallo, nella quale la colorazione rossa di becco, codione e cerchio perioculare diviene gialla;
- Opale, in cui la colorazione appare quasi completamente bianca (con sfumature grigie su dorso e fianchi), mentre il rosso non perde la propria tonalità;
- Pastello, nella quale l'espressione di feomelanina ed eumelanina viene limitata, sicché le colorazioni nera, rossa e bruna del corpo appaiono più chiare;

Queste mutazioni sono spesso sovrapponibili fra loro tramite accoppiamenti mirati, sicché è possibile ottenere, ad esempio, esemplari opale-giallo.

## Biologia

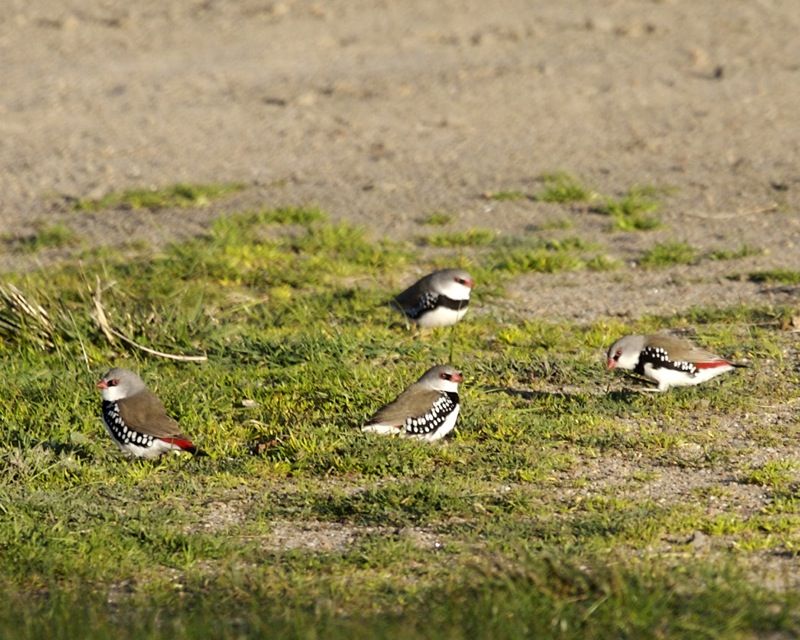
Un gruppo di diamanti guttati cerca il cibo al suolo.

Si tratta di uccelli diurni e tendenzialmente gregari, molto vivaci, che si muovono in stormi di qualche decina d'individui che durante il giorno si disperdono alla ricerca di cibo rimanendo prevalentemente al suolo, mentre durante la notte raggiungono i propri nidi nei quali riposano.

### Alimentazione
La dieta del diamante guttato è essenzialmente granivora, comprendendo una grande varietà di piccoli semi che vengono raccolti al suolo o direttamente dalle piante e spezzati col forte becco: questi uccelli si nutrono inoltre di germogli, bacche, frutti ed i semi in essi contenuti, oltre che di piccoli insetti volanti.

### Riproduzione

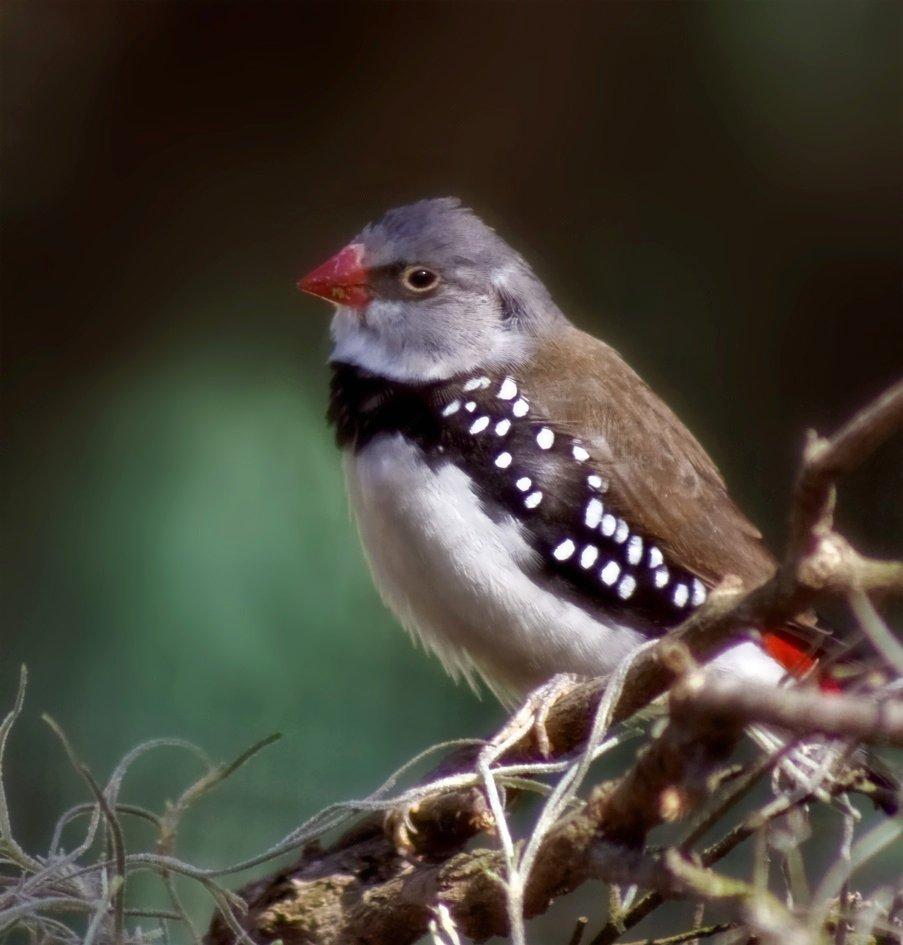
Un giovane diamante guttato nei pressi di Auburn, nel Nuovo Galles del Sud.

Questi uccelli in condizioni climatiche favorevoli sono in grado di riprodursi durante tutto l'arco dell'anno, tuttavia in natura la riproduzione tende ad avvenire fra settembre ed aprile e fra agosto e gennaio.

Il maschio corteggia la femmina tenendo una pagliuzza o un filo d'erba nel becco, saltandole attorno con le penne di fianchi e testa arruffate e al contempo cantando ed "annuendo" con la testa: se la femmina è disponibile all'accoppiamento, lo segnala al maschio accovacciandosi e spostando lateralmente la coda.
Il nido viene costruito da entrambi i partner, col maschio che si occupa di trovare il materiale da costruzione (principalmente fili d'erba, ma anche piume, carta e materiale fibroso di origine vegetale) e la femmina che lo intreccia a formare una struttura ellittica con apertura laterale, situata generalmente nel folto dei cespugli a circa un metro dal suolo. All'interno di essa, la femmina depone 4-6 uova bianche, che provvede a covare alternandosi col maschio per circa due settimane: i pulli, ciechi ed implumi alla nascita, vengono imbeccati ed accuditi da ambedue i genitori per circa tre settimane, dopodiché sono pronti per l'involo, anche se restano generalmente almeno altre due settimane nei pressi del nido prima di allontanarsene definitivamente, tornandovi a dormire durante la notte e chiedendo sporadicamente l'imbeccata ai genitori, che spesso nel frattempo si preparano a portare avanti una nuova nidiata.
La maturità sessuale viene raggiunta attorno ai nove mesi di vita dai maschi, mentre le femmine difficilmente sono mature sessualmente prima dell'anno di vita, ed ambo i sessi generalmente non riescono a trovare un partner e a riprodursi con successo prima di questa data.

La speranza di vita del diamante guttato è di 5-7 anni in cattività, mentre in natura difficilmente questi uccelli riescono a raggiungere il terzo anno di vita.